# Bradinopyga
Bradinopyga là một chi chuồn chuồn ngô thuộc họ Libellulidae. Nó gồm các loài:
- Bradinopyga cornuta Ris, 1911 - Horned Rock-dweller[2]
- Bradinopyga geminata (Rambur, 1842) - Granite Ghost[3]
- Bradinopyga saintjohanni Baijal & Agarwal, 1956
- Bradinopyga strachani (Kirby, 1900) - Red Rock-dweller[4]

## Hình ảnh

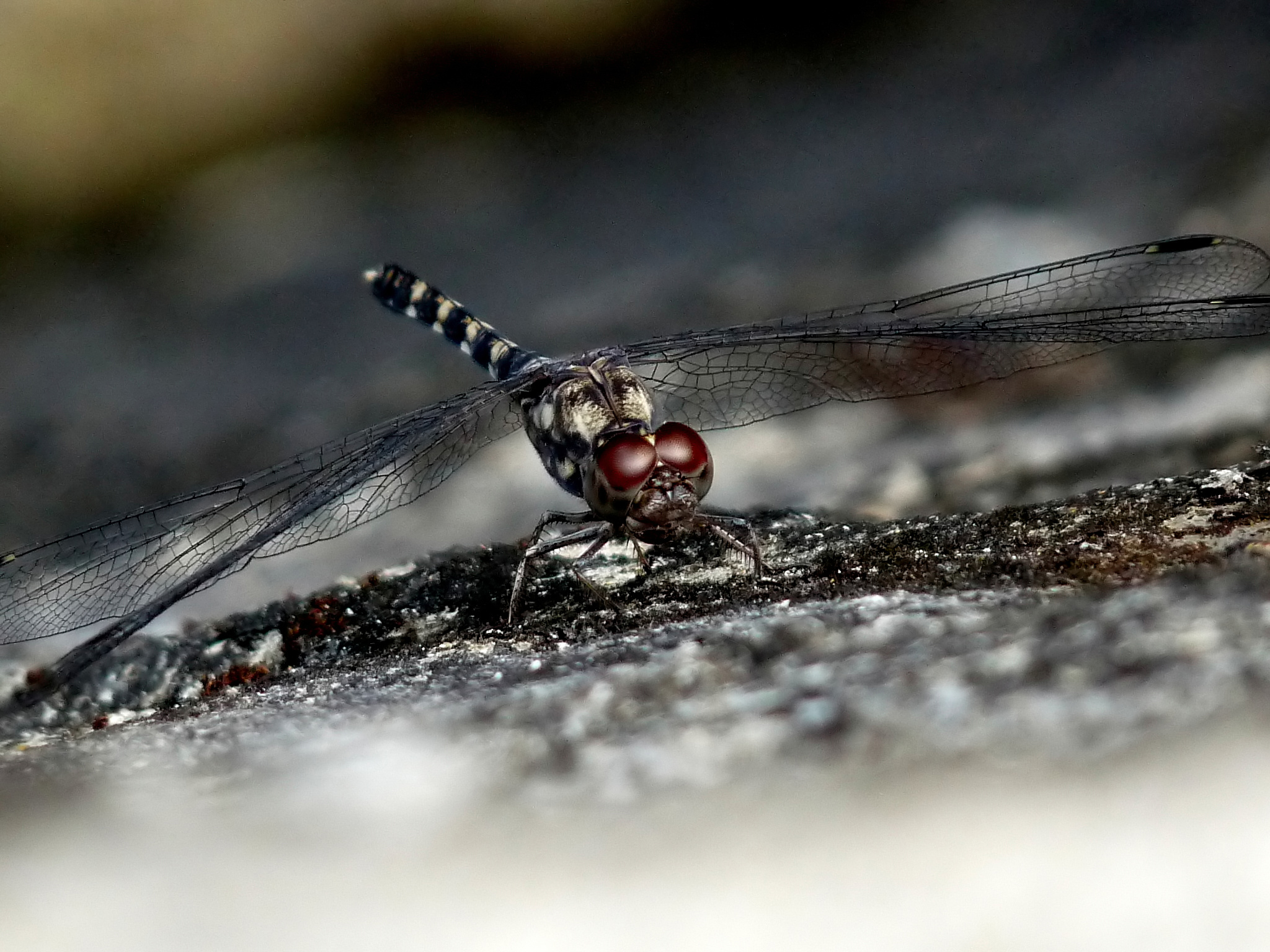